# Grey Daze
Grey Daze (с англ. — «серое изумление») — американская рок-группа, основанная в 1993 году. Наиболее известна своим вокалистом Честером Беннингтоном.

## История

### Образование и скорый распад
Группа Grey Daze была сформирована в 1993 году в городе Финикс (штат Аризона) вокалистом Честером Беннингтоном и барабанщиком Шоном Доуделлом. Также первоначально в группу входили гитарист Стив Митчел и бас-гитарист Джонатан Краузе. Но до записи их релиза уходит Стив Митчел. На его место приходит Джейсон Барнс, и в 1994 году ребята записывают свой первый альбом Wake Me. До его выхода существовало два демо-альбома. В целом, звучание группы можно было охарактеризовать как пост-гранж. Чуть позже Джонатан Краузе и Джейсон Барнс покидают группу, и Бобби Бениш с Мейсом Бейерсом занимают их место. В 1997 году записывается их второй и последний альбом …No Sun Today. Музыканты не изменили первоначальному звучанию и играли пост-гранж, который именовался аризонскими поклонниками альтернативой.
Надо заметить, что группа была довольно известна среди аризонских меломанов и весьма успешно гастролировала по Аризоне и прилегающей местности. Однако в 1998 году она распалась из-за разногласий и периодических конфликтов между членами группы. Наркотики, алкоголь и разгульный образ жизни также не способствовали творческой идиллии. К тому же Честер был разочарован тем, что после распада группы остальные участники пытались продать права на песни, которые написал он и Шон.
В 1999 году Честер присоединился к группе Xero, вскоре переименованной в Hybrid Theory, а затем и в Linkin Park. Шон продолжил свою карьеру как художник по татуировкам и в 1999 создал группу Waterface, которая после записи единственного альбома распалась. Бобби продолжил карьеру гитариста. Мейс записывался с разными группами, а позже выпустил собственный альбом.

### Реюнион
В 2017 году по информации фан-сайта группы Linkin Park lplive.net стало известно о воссоединении группы и двух концертах, запланированных на сентябрь. Однако из-за смерти Честера Беннингтона воссоединение группы было отменено. Кроме Честера, планировалось, что в реюнионе примут участие Шон Доуделл, Джейсон Барнс и Мейс Бейерс. Кроме того, группа объявила о записи ремейка альбомов группы.
26 июня 2020 года группа выпустила ремейк-альбом Amends. В записи представлены полностью перезаписанные барабаны, гитары и бас-гитара. На Metacritic альбом набрал 79 баллов.
В начале 2021 года, 29 января, выходит акустический мини-альбом Amends…Stripped, состоящий из пяти треков, один из которых — демо. В этом же году, 18 июня, Grey Daze выпускает сингл «Anything, Anything» — саундтрек для Dark Nights: Death Metal, а 3 декабря на стриминговые площадки попадает ранняя версия песни «B12», записанная в 1997 году для полноформатного альбома ...No Sun Today.
15 апреля 2022 года Grey Daze выпускают песню «Saturation (Strange Love)». Вместе с этим, группа анонсировала новый альбом, получивший название The Phoenix. Выход альбома назначен на 17 июня 2022 года. В трек-лист войдёт 10 песен.

## Дискография

### Альбомы
- Wake Me (1994)
- …No Sun Today (1997)
- Amends (2020)
- The Phoenix (2022)

### Мини-альбомы
- Amends…Stripped (2021)

### Синглы
- What's in the Eye (2020)
- Sickness (2020)
- Sometimes (2020)
- Soul Song (2020)
- B12 (2020)
- Shouting Out — Stripped (2020)
- Anything, Anything (2021)
- B12_demo.1997.aiff (2021)
- Saturation (Strange Love) (2022)
- Starting to Fly (2022)